# Вілла Плініана
Вілла Плініана (італ. Villa Pliniana) — це раціоналістична вілла високого італійського дизайну, побудована в Лієрна на озеро Комо.

## Історія
Вілла Плініана була побудована італійським архістаром Гуальтьєро Гальманіні у співпраці з П’єро Порталуппі в 1953 році.
Вілла та її парк представляють великий історичний, мистецький та культурний інтерес, міжнародний інтерес завдяки проекту Гуальтьєро Гальманіні, рідкісній естетичній цінності та історії італійського раціоналізму на озері Комо. Вілла Plinii вважається природним місцем, також через оглядовий майданчик на озеро Комо, звідки відкривається найкрасивіший мальовничий вид на все озеро Комо.
Резиденція являє собою «віллу на скелі», занурену у великий сад з деревами та високими живими містами, які гарантують її об’єднання, і пропонує найкрасивіший вид на озеро Комо на Капо Белладжіо.
Завдяки своєму розташуванню на східному рукаві, вілла насолоджується одними з найкрасивіших заходів сонця на всьому озері Комо та завжди оточена сонцем, на відміну від тіні, яка часто огортає західний рукав.
Вілла представляє особливий історичний та художній інтерес, вілла побудована на вершині скелястої скелі, яка домінує над усім озером Комо в його центрі під назвою "La Rocca", з найкрасивішим видом на все озеро Комо, площею близько 1000 квадратних метрів, також розроблений в інтер’єрах П’єро Порталуппі та Гуальтьєро Гальманіні, тоді як проекти довгих сходів є оригінальними та створені художником Джанніно Кастільоні.